# Guts
Guts — второй студийный альбом американской певицы Оливии Родриго, вышедший 8 сентября 2023 года на лейбле Geffen. Ведущий сингл «Vampire» был выпущен 30 июня 2023 года. Он дебютировал на первом месте в Billboard Hot 100 и стал для Родриго третьим номером один в США. Второй сингл, «Bad Idea Right?», был выпущен 11 августа 2023 года и занял первое место в Billboard Hot Rock & Alternative Songs.
Альбом Guts получил широкое признание критиков, которые высоко оценили вокал, написание песен и продюсирование. Альбом дебютировал на первом месте в Billboard 200, став вторым альбомом Родриго в США, достигшим первого места. В поддержку альбома Родриго отправится в Guts World Tour в 2024 году.
На 66-й церемонии «Грэмми» альбом получил номинации в категориях Album of the Year и Best Pop Vocal Album.

## История
21 мая 2021 года Оливия Родриго выпустила свой дебютный студийный альбом Sour, который имел огромный коммерческий успех. Этот альбом, спродюсированный Дэном Нигро, стал самым продаваемым альбомом 2021 года и принёс Родриго три премии «Грэмми», включая премию «Лучший новый артист». Весной 2022 года Родриго отправилась в турне Sour Tour, состоявшее из 48 концертов по Северной Америке и Европе. Родриго стремилась «сделать как можно больше», прежде чем отправиться в Sour Tour.
В начале июня 2023 года на сайте Родриго появился обратный отсчёт, который должен закончиться 30 июня. Ранее, в конце мая, она разместила загадочную зеркальную фотографию с календарём на заднем плане, подчёркивающую вышеупомянутую дату. Одновременно на полотне Spotify, которое отображается при прослушивании «Drivers License», была указана дата окончания 30 июня. 13 июня Родриго официально объявила о предстоящем лид-сингле «Vampire», релиз которого намечен на 30 июня, и показала обложку сингла. 20 июня она показала ещё одно пасхальное яйцо, оставив своим поклонникам приветствие на голосовой почте, которое оказалось первым превью «Vampire», и сыграла инструментал с фортепиано. Ранее, в 2021 году, она создала телефонный номер под названием «Горячая линия кислой сердечной боли».
26 июня 2023 года интернет-магазин её сайта раскрыл официальное название альбома, Guts, и дату релиза, выставив несколько ограниченных изданий альбома. После этого Родриго опубликовала обложку в социальных сетях. В своём заявлении Родриго поделилась, что альбом посвящён «боли роста» и пониманию того, кто она есть на данном этапе своей жизни. Она почувствовала, что выросла «на 10 лет» между 18 и 20 годами, этот процесс она описывает как естественную часть «роста», который она надеется отразить в альбоме. Родриго создала его в возрасте 19 лет, переживая «много ошибок, путаницы, неловкости и старого доброго подросткового раздражения».

## Композиция и лирика
Альбом Guts был охарактеризован как поп, поп-рок и инди-рок.
По мнению журналиста Би-би-си Ника Левина, альбом содержит «эмоционально заряженные» поп-рок песни, которые находят отклик как у сверстников Родриго из поколения Z, так и у представителей старшего поколения. В альбом вошли самые разные композиции, от нежных баллад, таких как «Lacy», в которой Родриго наблюдает за соперницей как за «ослепительной старлеткой», до гитарных мелодий в стиле ретро. Одна из таких композиций, «The Ballad of a Homeschooled Girl», предлагает откровенное изображение социальной неловкости, основываясь на личном опыте Родриго, когда она была подростком. Песня «Vampire» превращается из тихой фортепианной баллады в мощную рок-оперу. Лирика Родриго отражает манеру общения её поколения и затрагивает такие темы, как любовь, разбитое сердце и самопознание. Значительную роль в создании альбома сыграло её сотрудничество с продюсером Дэном Нигро, который дал конструктивную обратную связь и внёс свой вклад в общее звучание. По мнению The A.V. Club, Guts представляет собой смесь ностальгических и современных музыкальных элементов, что способствует привлечению к альбому широкой аудитории.

## Релиз и продвижение
Guts вышел 8 сентября 2023 года на CD, кассетах и потоковых платформах. Предварительные заказы на альбом начались 26 июня 2023 года. Он также будет доступен в трёх вариантах бокс-сета и пяти вариантах цвета виниловой пластинки; последний вариант эксклюзивен для интернет-магазина Родриго. Эксклюзивные для сети магазинов Target компакт-диски CD и виниловое издание Guts с альтернативной обложкой также будут доступны после релиза.
Треклист альбома был обнародован в видеоклипе, выпущенном 31 июля 2023 года и содержащем подсказки, которые поклонники должны были расшифровать. В нём Родриго отдыхала в спальне, распаковывала коробки и экспериментировала с различными устройствами, в том числе с электрической клавиатурой и ретро-печатной машинкой. На следующий день Родриго раскрыла трек-лист. 7 сентября 2023 года она выпустила трейлер к альбому, из которого стало известно, что будет выпущено делюкс-издание Guts с четырьмя бонус-треками.
Родриго приурочила к выходу альбома крупные рекламные мероприятия, включая выступления в программе NBC «Today» (8 сентября, в день выхода альбома) и на церемонии MTV Video Music Awards (12 сентября). Кроме того, она дала интервью программе Today (10 сентября) и Зейну Лоу в программе Apple Music 1 «New Music Daily» (8 сентября), а также выступила на поп-ап-акции American Express и Spotify Guts Gallery в Нью-Йорке 7 сентября. Кроме того, 13 сентября было объявлено о предстоящем мировом турне Guts, которое начнётся 23 февраля в Палм-Спрингс, Калифорния. Продажи альбома Guts в первую неделю продаж увеличились благодаря тому, что он был доступен в 13 различных вариантах виниловых пластинок (включая издание с автографом), двух делюкс-боксов с виниловой пластинкой и фирменной атрибутикой, четырёх изданий CD (включая версию с автографом), двух делюкс-боксов с CD и фирменной атрибутикой, а также на кассетах.

### Синглы
«Vampire», лид-сингл с альбома Guts, был выпущен 30 июня 2023 года на стриминговых платформах, в формате 7-дюймового и CD-сингла; на двух последних дополнительно представлена демо-версия песни. Сопровождающий песню клип, снятый Петрой Коллинз в L.A., был загружен на YouTube-канал Родриго одновременно с выходом сингла. Песня дебютировала на вершине американского чарта Billboard Hot 100, став её третьим номером один. Она также возглавила чарты в Австралии, Канаде, Ирландии, Новой Зеландии и Великобритании.
Песня «Bad Idea Right?» была объявлена Родриго в качестве второго сингла через социальные сети 8 августа 2023 года и была выпущена четыре дня спустя (11 августа). Она заявила, что песня «показывает другую сторону Guts, более весёлую и игривую». Она вошла в Топ-10 хит-парадов в Австралии, Великобритании и США. Песня также возглавила рок-чарт Billboard Hot Rock & Alternative Songs.
Песня «Get Him Back!» появилась на итальянских радиостанциях в качестве третьего сингла 15 сентября 2023 года. Клип на нее, снятый режиссером Джеком Бегертом, был снят на iPhone 15 Pro Max и выпущен 12 сентября 2023 года. Песня попала в топ-10 в Billboard Global 200, а также в чарты в Австралии, Ирландии, Новой Зеландии и Великобритании.
Песня «Obsessed» была выпущена 22 марта 2024 года в качестве лид-сингла нового издания альбома (Spilled) и четвертого сингла альбома в целом. Родриго дебютировала с песней вживую за несколько недель до ее выхода, включив ее в сетлист своего тура.

### Тур
13 сентября 2023 года Родриго объявила о своём втором концертном туре Guts World Tour в поддержку альбома. Тур, состоящий из 101 международной даты на пяти континентах и четырёх южноамериканских музыкальных фестивалей с Родриго в качестве хедлайнера, начался 23 февраля 2024 года в Палм-Спрингс (Калифорния) и завершится 1 июля 2025 года в Манчестере, Англия. В качестве артистов поддержки выступят The Breeders, Чаппелл Рон, PinkPantheress, Remi Wolf и Бени. Перед объявлением тура и его первого шоу было показано пасхальное яйцо в клипе на трек «Making the Bed». Родриго заявила, что написала Guts «с расчётом на тур, поэтому я думаю, что все эти песни я хотела, чтобы люди могли кричать в толпе». Часть средств от продажи билетов будет направлена в фонд Родриго Fund 4 Good.
Мировое турне Guts World Tour получило положительные отзывы критиков. Родриго была признана гастролирующим артистом года (Touring Artist of the Year) на церемонии Billboard Live Music Awards 2024. По мотивам тура был снят концертный фильм под названием Olivia Rodrigo: Guts World Tour, был снят 20 и 21 августа 2024 года на арене Intuit Dome (Инглвуд, Калифорния). Он был выпущен 29 октября 2024 года на Netflix.

## Оформление обложки
На стандартной обложке Guts, сфотографированной Ларисой Хоффман, Родриго изображена лежащей на огромном фиолетовом полу, кусающей большой палец, в чёрном платье с оборками и алой помадой, на её пальцах красуются кольца с четырьмя буквами, обозначающими название альбома; ногти накрашены чёрным лаком со сколами. Как и в её дебютном альбоме Sour, фиолетовый цвет — в более тёмном оттенке — снова является доминирующим цветом в иллюстрациях и рекламных материалах Guts.

## Отзывы
| Совокупная оценка    | Совокупная оценка |
| Источник             | Оценка            |
| -------------------- | ----------------- |
| Metacritic           | 91/100            |
| Оценки критиков      |                   |
| Источник             | Оценка            |
| AllMusic             | [ 1 ]             |
| Clash                | 8/10              |
| The Daily Telegraph  | [ 67 ]            |
| Evening Standard     | [ 68 ]            |
| The Forty-Five       | [ 13 ]            |
| The Guardian         | [ 69 ]            |
| The Line of Best Fit | 8/10              |
| NME                  | [ 71 ]            |
| Rolling Stone        | [ 72 ]            |
| The Times            | [ 15 ]            |

На сайте Metacritic, который выставляет нормализованный балл из 100 для оценок изданий, альбом получил средневзвешенную оценку 91 на основе 22 рецензий, что свидетельствует о «всеобщем признании» . Rolling Stone провозгласил Guts мгновенной классикой, назвав его самым амбициозным альбомом и заявив, что «это голос, который останется, и автор песен, созданный надолго». В рецензии для The Guardian Алексис Петридис оценил тексты альбома как «острые и остроумные». Людовик Хантер-Тилни из Financial Times отметил, что Guts — это «остроумный пост-Тейлор-Свифт поп-альбом» с «эмо-аддитивным поп-панком и балладами bombast-free».
Критик-ветеран Роберт Кристгау назвал альбом «эстетическим триумфом, который углубляет свою психологическую сложность отвлекающими шутками» и необычайно «достоверными деталями» необычайно стоящих «романтических перипетий молодой суперзвезды». Отчасти объясняя это тем, что Родриго так «одарена, знаменита и симпатична», он заключил, что «она чертовски хороша в своём деле», а альбом является образцом для подражания другим артистам.
Завершая рецензию на AllMusic, Хизер Фарес заявила: «Guts — яркое доказательство того, что Родриго не просто хороша для ребёнка — она выросла в артистку, которой есть что сказать, и у неё есть уверенность и красноречие, чтобы сказать это по-своему».

### Итоговые годовые списки
| Публикация/критик    | Список                                 | Ранг | Ссылка |
| -------------------- | -------------------------------------- | ---- | ------ |
| Billboard            | The 50 Best Albums of 2023: Staff List | 1    | [ 76 ] |
| Consequence          | The 50 Best Albums of 2023             | 28   | [ 77 ] |
| Entertainment Weekly | The 10 best albums of 2023             | 4    | [ 78 ] |
| Los Angeles Times    | The 20 best albums of 2023             | 5    | [ 79 ] |
| The New York Times   | Jon Caramanica's Best Albums of 2023   | 11   | [ 80 ] |
| The New York Times   | Jon Pareles' Best Albums of 2023       | 5    | [ 80 ] |
| The New York Times   | Lindsay Zoladz’s Best Albums of 2023   | 3    | [ 80 ] |
| NME                  | The Best Albums of 2023                | 2    | [ 81 ] |
| People               | Top 10 Albums of 2023                  | 1    | [ 82 ] |
| Pitchfork            | The 50 Best Albums of 2023             | 14   | [ 83 ] |
| Rolling Stone        | The 100 Best Albums of 2023            | 5    | [ 84 ] |
| The Sunday Times     | The 20 Best Albums of 2023             | 8    | [ 85 ] |
| Vogue                | The Best Albums of 2023                | N/A  | [ 86 ] |

## Награды и номинации
На 66-й церемонии «Грэмми» альбом получил номинации в категориях Альбом года и Лучший вокальный поп-альбом, став вторым подряд альбомом Родриго в первой из них.
| Организация                     | Год  | Категория                                                            | Результат | Ссылка        |
| ------------------------------- | ---- | -------------------------------------------------------------------- | --------- | ------------- |
| Los 40 Music Awards             | 2023 | Best International Album                                             | Номинация | [ 88 ]        |
| Gold Derby Music Awards         | 2024 | Album of the Year                                                    | Номинация | [ 89 ]        |
| Gold Derby Music Awards         | 2024 | Best Pop Album                                                       | Номинация | [ 89 ]        |
| Grammy Awards                   | 2024 | Альбом года                                                          | Номинация | [ 90 ] [ 91 ] |
| Grammy Awards                   | 2024 | Лучший вокальный поп-альбом                                          | Номинация | [ 90 ] [ 91 ] |
| People’s Choice Awards          | 2024 | The Album of the Year                                                | Победа    | [ 92 ] [ 93 ] |
| iHeartRadio Music Awards        | 2024 | Pop Album of the Year                                                | Победа    | [ 94 ]        |
| Webby Awards                    | 2024 | Social Arts, Culture & Lifestyle (Campaigns) (Webby Winner)          | Победа    | [ 95 ]        |
| Webby Awards                    | 2024 | Social Arts, Culture & Lifestyle (Campaigns) (People's Voice Winner) | Победа    | [ 95 ]        |
| Webby Awards                    | 2024 | Social Celebrity/Fan (Webby Winner)                                  | Победа    | [ 95 ]        |
| Nickelodeon Kids’ Choice Awards | 2024 | Favorite Album                                                       | Победа    | [ 96 ]        |

## Коммерческий успех
23 сентября 2023 года альбом дебютировал на первом месте Billboard 200 с тиражом 302000 эквивалентных единиц, включая 150000 чистых продаж альбома (в том числе, 94000 на виниле). Дебютировав на первом месте Billboard 200 с альбомами Sour и Guts, Родриго стала первой исполнительницей, которая за последние девять лет заняла первое место в чарте с двумя первыми дисками. Последней женщиной, дебютировавшей на первом месте с двумя первыми альбомами, была Ариана Гранде: Yours Truly в 2013 году и My Everything в 2014 году. Все 12 песен с альбома дебютировали в Billboard Hot 100. Поскольку все 11 композиций с дебютного альбома Родриго Sour, вышедшего в 2021 году, попали в топ-40 Hot 100, она стала первой исполнительницей в истории, у которой все песни с двух дебютных альбомов вошли в топ-40 Hot 100. Родриго — всего лишь третья исполнительница после Тейлор Свифт и SZA, которой удалось одновременно разместить 12 песен в топ-40 Hot 100. Свифт достигла личного рекорда — 18 песен в топ-40 5 ноября 2022 года, когда её альбом Midnights дебютировал на вершине Billboard 200. SZA вошла в топ-40 с 12 песнями 24 декабря 2022 года, одновременно с выходом её альбома SOS. Дрейк является рекордсменом по количеству одновременных попаданий в топ-40 (21 песня) как в чартах от 14 июля 2018 года, так и от 18 сентября 2021 года, когда вышли его альбомы Scorpion и Certified Lover Boy соответственно.

## Список композиций
| №                   | Название                        | Автор(ы)                     | Продюсеры                          | Длительность |
| ------------------- | ------------------------------- | ---------------------------- | ---------------------------------- | ------------ |
| 1.                  | «All American Bitch»            |                              |                                    | 2:45         |
| 2.                  | «Bad Idea Right?»               | Родриго Нигро                | Nigro                              | 3:04         |
| 3.                  | «Vampire»                       | Родриго Нигро                | Nigro                              | 3:39         |
| 4.                  | «Lacy»                          |                              |                                    | 2:57         |
| 5.                  | «Ballad of a Homeschooled Girl» |                              |                                    | 3:23         |
| 6.                  | «Making the Bed»                |                              |                                    | 3:18         |
| 7.                  | «Logical»                       | Rodrigo Nigro Julia Michaels | Nigro Ryan Linvill                 | 3:51         |
| 8.                  | «Get Him Back!»                 |                              | Nigro Alexander 23 Ian Kirkpatrick | 3:31         |
| 9.                  | «Love Is Embarrassing»          |                              |                                    | 2:34         |
| 10.                 | «The Grudge»                    | Rodrigo, Dan Nigro           | Nigro Linvill                      | 3:09         |
| 11.                 | «Pretty Isn’t Pretty»           | Rodrigo Nigro Amy Allen      |                                    | 3:19         |
| 12.                 | «Teenage Dream»                 | Rodrigo, Dan Nigro           |                                    | 3:42         |
| Общая длительность: | Общая длительность:             | Общая длительность:          | Общая длительность:                | 39:12        |

| №                   | Название                  | Автор(ы)            | Длительность |
| ------------------- | ------------------------- | ------------------- | ------------ |
| 13.                 | «Obsessed» (hidden track) | Rodrigo Nigro       | 2:45         |
| Общая длительность: | Общая длительность:       | Общая длительность: | 41:57        |

| №                   | Название                             | Автор(ы)            | Длительность |
| ------------------- | ------------------------------------ | ------------------- | ------------ |
| 13.                 | «Scared of My Guitar» (hidden track) | Rodrigo Nigro       | 4:15         |
| Общая длительность: | Общая длительность:                  | Общая длительность: | 43:27        |

| №                   | Название                  | Автор(ы)            | Длительность |
| ------------------- | ------------------------- | ------------------- | ------------ |
| 13.                 | «Stranger» (hidden track) | Rodrigo Nigro       | 3:12         |
| Общая длительность: | Общая длительность:       | Общая длительность: | 42:24        |

| №                   | Название                               | Автор(ы)            | {{{extra_column}}}  | Длительность |
| ------------------- | -------------------------------------- | ------------------- | ------------------- | ------------ |
| 13.                 | «Girl I've Always Been» (hidden track) | Rodrigo Nigro       | Nigro               | 2:00         |
| Общая длительность: | Общая длительность:                    | Общая длительность: | Общая длительность: | 41:12        |

| №                   | Название                | Автор(ы)            | Длительность |
| ------------------- | ----------------------- | ------------------- | ------------ |
| 1.                  | «Obsessed»              | Rodrigo Clark Nigro | 2:51         |
| 2.                  | «Scared of My Guitar»   | Rodrigo Nigro Allen | 4:24         |
| 3.                  | «Stranger»              | Rodrigo             | 3:13         |
| 4.                  | «Girl I've Always Been» | Rodrigo             | 2:04         |
| Общая длительность: | Общая длительность:     | Общая длительность: | 12:32        |

| №   | Название                | Автор(ы)            | Длительность |
| --- | ----------------------- | ------------------- | ------------ |
| 13. | «Obsessed»              | Rodrigo Clark Nigro | 2:50         |
| 14. | «Girl I've Always Been» | Rodrigo             | 2:01         |
| 15. | «Scared of My Guitar»   | Rodrigo Nigro Allen | 4:23         |
| 16. | «Stranger»              | Rodrigo             | 3:12         |
| 17. | «So American»           | Rodrigo Nigro       | 2:49         |

## Чарты
| Чарт (2023—2024)                       | Высшая позиция |
| -------------------------------------- | -------------- |
| Австралия (ARIA)                       | 1              |
| Австрия (Ö3 Austria)                   | 2              |
| Бельгия/Фландрия (Ultratop)            | 1              |
| Бельгия/Валлония (Ultratop)            | 4              |
| Канада (Canadian Albums Chart)         | 1              |
| Чехия (ČNS IFPI)                       | 2              |
| Дания (Hitlisten)                      | 3              |
| Нидерланды (Album Top 100)             | 1              |
| Финляндия (Suomen virallinen lista)    | 3              |
| Франция (SNEP)                         | 5              |
| Германия (Offizielle Top 100)          | 1              |
| Венгрия (MAHASZ)                       | 6              |
| Исландия (Plötutíðindi)                | 3              |
| Ирландия (Irish Albums Chart)          | 1              |
| Италия (FIMI)                          | 3              |
| Япония (Oricon)                        | 29             |
| Япония (Combined Albums (Oricon)       | 30             |
| Япония (Hot Albums, Billboard Japan)   | 31             |
| Новая Зеландия (RMNZ)                  | 1              |
| Норвегия (VG-lista)                    | 1              |
| Португалия (AFP)                       | 1              |
| Шотландия (Scottish Albums Chart)      | 1              |
| Словакия (ČNS IFPI)                    | 3              |
| Испания (PROMUSICAE)                   | 1              |
| Швеция (Sverigetopplistan)             | 1              |
| Швейцария (Schweizer Hitparade)        | 2              |
| Великобритания (UK Album Chart, OCC)   | 1              |
| США (Billboard 200)                    | 1              |
| США (Top Rock Albums, Billboard)       | 1              |
| США (Billboard Top Alternative Albums) | 1              |

| Чарт (2023)                            | Высшая позиция |
| -------------------------------------- | -------------- |
| Великобритания (Physical Singles, OCC) | 2              |
| Великобритания (UK Singles Sales, OCC) | 3              |
| США (Billboard 200)                    | 200            |

| Чарт (2024)           | Высшая позиция |
| --------------------- | -------------- |
| Исландия (Tónlistinn) | 36             |
| Новая Зеландия (RMNZ) | 3              |
| Норвегия (VG-lista)   | 10             |

| Чарт (2023)                                    | Позиция |
| ---------------------------------------------- | ------- |
| Австралия (ARIA)                               | 18      |
| Австрия (Ö3 Austria)                           | 39      |
| Бельгия (Ultratop Flanders)                    | 26      |
| Бельгия (Ultratop Wallonia)                    | 104     |
| Нидерланды (Album Top 100)                     | 24      |
| Франция (SNEP)                                 | 144     |
| Германия (Offizielle Top 100)                  | 57      |
| Венгрия (MAHASZ)                               | 42      |
| Исландия (Tónlistinn)                          | 83      |
| Новая Зеландия (RMNZ)                          | 22      |
| Польша (ZPAV)                                  | 78      |
| Португалия (AFP)                               | 12      |
| Испания (PROMUSICAE)                           | 27      |
| Швейцария (Schweizer Hitparade)                | 74      |
| Великобритания (UK Albums, OCC)                | 15      |
| США (Billboard 200)                            | 52      |
| США (Top Rock & Alternative Albums, Billboard) | 11      |

| Чарт (2024)                                    | Позиция |
| ---------------------------------------------- | ------- |
| Австралия (ARIA)                               | 9       |
| Австрия (Ö3 Austria)                           | 15      |
| Бельгия (Ultratop Flanders)                    | 6       |
| Бельгия (Ultratop Wallonia)                    | 63      |
| Канада (Billboard)                             | 15      |
| Дания (Hitlisten)                              | 67      |
| Нидерланды (Album Top 100)                     | 10      |
| Франция (SNEP)                                 | 95      |
| Германия (Offizielle Top 100)                  | 44      |
| Венгрия (MAHASZ)                               | 58      |
| Исландия (Tónlistinn)                          | 81      |
| Новая Зеландия (RMNZ)                          | 10      |
| Польша (ZPAV)                                  | 62      |
| Португалия (AFP)                               | 14      |
| Испания (PROMUSICAE)                           | 26      |
| Швеция (Sverigetopplistan)                     | 88      |
| Швейцария (Schweizer Hitparade)                | 66      |
| Великобритания (UK Albums, OCC)                | 10      |
| США (Billboard 200)                            | 12      |
| США (Top Rock & Alternative Albums, Billboard) | 4       |

## Сертификация
| Регион                                                                      | Сертификация  | Продажи |
| --------------------------------------------------------------------------- | ------------- | ------- |
| Австралия (ARIA)                                                            | Золотой       | 35 000  |
| Бразилия (ABPD)                                                             | Платиновый    | 40 000  |
| Бразилия (ABPD) · Spilled edition                                           | Платиновый    | 40 000  |
| Канада (Music Canada)                                                       | Платиновый    | 80 000  |
| Дания (IFPI Danmark)                                                        | Платиновый    | 20 000  |
| Франция (SNEP)                                                              | Золотой       | 50 000  |
| Италия (FIMI)                                                               | Золотой       | 25 000  |
| Мексика (AMPROFON)                                                          | Золотой       | 70 000  |
| Новая Зеландия (RMNZ)                                                       | Платиновый    | 15 000  |
| Новая Зеландия (RMNZ) · Spilled edition                                     | 2× Платиновый | 30 000  |
| Польша (ZPAV)                                                               | Платиновый    | 20 000  |
| Португалия (AFP)                                                            | Золотой       | 3500    |
| Испания (PROMUSICAE)                                                        | Платиновый    | 40 000  |
| Великобритания (BPI)                                                        | Платиновый    | 300 000 |
| Данные о продажах + прослушиваниях приведены только на основе сертификации. |               |         |

## История релиза
| Регион | Дата            | Формат                                                 | Лейбл      | Ссылка         |
| ------ | --------------- | ------------------------------------------------------ | ---------- | -------------- |
| Мир    | 8 сентября 2023 | Box set cassette CD streaming vinyl LP                 | Geffen     | [ 98 ] [ 188 ] |
| США    | 8 сентября 2023 | Vinyl LP (Target, эксклюзивный непрозрачный пурпурный) | Interscope | [ 189 ]        |

### Комментарии
1. ↑  Все 12 песен с альбома Guts Оливии Родриго в чарте Hot 100 от 23 сентября 2023 года:
№ 1, «Vampire» (вверх 9-1; вторая неделя на № 1);
№ 7, «Bad Idea Right?» (вверх 26-7; новый высший покзатель для трека);
№ 11, «Get Him Back!»;
№ 13, «All-American Bitch»;
№ 16, «The Grudge»;
№ 19, «Making the Bed»;
№ 20, «Logical»;
№ 23, «Lacy»;
№ 24, «Ballad of a Homeschooled Girl»;
№ 25, «Love Is Embarrassing»;
№ 30, «Pretty Isn’t Pretty»;
№ 39, «Teenage Dream»[97].